# Theodore Medad Pomeroy
Theodore Medad Pomeroy, född 31 december 1824 i Cayuga i delstaten New York, död 31 mars 1905 i Auburn i samma delstat, var en amerikansk republikansk politiker. Han var ledamot av USA:s representanthus för delstaten New York 1861-1869. Han var den 30:e talmannen i representanthuset sin sista dag som ledamot i det amerikanska underhuset från 3 mars till 4 mars 1869.
Pomeroy var distriktsåklagare för Cayuga County 1850-1856. Han var därefter 1857 ledamot av New York State Assembly, underhuset i delstatens lagstiftande församling. Han var efter sin karriär i representanthuset borgmästare i Auburn 1875-1876 och ledamot av delstatens senat 1878-1879.
Pomeroys grav finns på Fort Hill Cemetery i hemstaden Auburn.